# Bernhard Zimmermann (Sportwissenschaftler)
Bernhard Zimmermann (* 10. Juli 1886 in Emden; † 10. Februar 1952 in Oxford) war ein deutscher Sportwissenschaftler. Er wurde von den Nationalsozialisten zu Amtsverzicht (1937) und Emigration (1938) gezwungen, da er nicht bereit war, sich von seiner jüdischen Frau zu trennen.

## Leben
Nach dem Studium von Englisch, Germanistik und  Geschichte (1905–1910) in Kiel, Berlin und Göttingen sowie einem Turnlehrerbildungskurs mit Prüfung (1908) und dem Sieg beim Deutschen Akademischen Olympia (1908) in Leipzig wurde Bernhard Zimmermann nach dem Staatsexamen zur Leitung des Sports an der Universität Göttingen berufen. Nach Ausbruch des Ersten Weltkrieges Soldat, geriet er 1915 mit einer Gasvergiftung in französische Kriegsgefangenschaft, aus der er 1920 entlassen wurde.
Zimmermann wurde zunächst Studienrat in Hannover, ehe er 1921 zum Akademischen Turn- und Sportlehrer an die Universität Göttingen berufen wurde. Von ihm stammen frühe Publikationen und Lehrfilme zum motorischen Lernen. Zum Wintersemester 1924 gründete er das erste Institut für Leibesübungen an einer preußischen Universität, wo er unter anderen mit Herman Nohl zusammenarbeitete. 1928 wurde er zum Direktor des Instituts ernannt, 1930 erfolgte die Promotion zum Dr. phil. bei Karl Brandi mit einer Arbeit über die historische Entwicklung des akademischen Reitens an der Universität Göttingen. Zimmermann hatte frühzeitig Sportlehrfilme gedreht und so die Methodik der Leibesübungen entscheidend geprägt.
Ab 1933 war Bernhard Zimmermann nicht nur in Göttingen erfolgreich, sondern er erhielt wegen seiner modernen „sportlichen“ Methoden von Carl Krümmel reichsweit die Verantwortung für die Aus- und Weiterbildung an den Instituten für Leibesübungen im Wehrsport an der Führerschule Neustrelitz. 1937 wurde er wegen seiner jüdischen Frau in den Ruhestand versetzt und ging 1938 in die Emigration nach Schottland zu Kurt Hahn, für den er als Sportlehrer an der Privatschule in Gordonstoun, später auch in Aberdyfi (engl. Aberdovey), tätig war. Auf Zimmermann geht die inhaltliche Gestaltung der Outward-Bound-Bewegung zurück sowie der Duke of Edinburgh Award, der für soziales Engagement und körperliche Leistung verliehen wird. Zimmermanns Sohn übersetzte den Nachnamen und wurde als Mr Peter Carpenter der Director of Studies in Education des Churchill College der Universität Cambridge. Mit Unterstützung des Duke of Edinburgh wurde er 1986 der Vorsitzende des Kurt Hahn Trusts, der den Duke of Edinburgh Award verwaltet. Der Duke und Peter Carpenter waren Schüler von Kurt Hahn in Gordonstoun.
Nach dem Zweiten Weltkrieg bot die Britische Militärverwaltung Zimmermann an, die Leitung des Instituts für Leibesübungen in Göttingen wieder zu übernehmen; später trug man ihm die Leitung der Sporthochschule in der Britischen Zone an. Als er mit Rücksicht auf seine Frau ablehnte, wurde diese Aufgabe Carl Diem angeboten, der die Sporthochschule Köln schuf. Aus Anlass seines 100. Geburtstages wurde Zimmermann durch die Universität Göttingen mit einer Ehrentafel an seinem ehemaligen Wohnhaus ausgezeichnet. Das Niedersächsische Institut für Sportgeschichte vergibt die Bernhard-Zimmermann-Medaille an verdiente Sporthistoriker und hat ihn in die Ehrengalerie des niedersächsischen Sports aufgenommen.

## Publikationen
- Geschichte des Reitinstitutes der Universität Göttingen von der Gründung der Universität bis zur Gegenwart: Ein Beitrag zur Geschichte der Leibesübungen. Vandenhoeck & Ruprecht, Göttingen 1930.